# East Pennard
East Pennard est une paroisse civile et un village du Somerset, en Angleterre.